# Avto karaoke
Avto karaoke je slovenska različica Carpool Karaoke, segmenta The Late Late Showa z Jamesom Cordnom. Ameriško različico vodi James Corden, slovensko pa Lado Bizovičar. V vsaki epizodi Bizovičar gosti znanega slovenskega glasbenega izvajalca (ali pa skupino), ki ga v avtomobilu vozi naokoli in z njim prepeva predvsem njegove uspešnice. Prva epizoda je bila na sporedu 16. aprila 2017 po oddaji Zvezde plešejo na POP TV.

### I. sezona
| #   | Datum     | Gost           | Pesmi |
| --- | --------- | -------------- | --- |
| 1.  | 16. april | Mi2            | - Čista jeba - Sladka kot med - Ça plane pour moi (Plastic Bertrand) - Samo tebe te imam - Pojdi z menoj v toplice - Pelji me dihat na auspuh                                   |
| 2.  | 23. april | Siddharta      | - T.H.O.R. - Killing in the Name (Rage Against the Machine) - Rooskie - Na soncu - My Heart Will Go On (Céline Dion)                                                            |
| 3.  | 30. april | Jan Plestenjak | - Iz pekla do raja - Stara dobra - Just the Two of Us (Grover Washington Jr. & Bill Withers) - Ona sanja o Ljubljani - Ker te ljubim - Soba 102                                 |
| 4.  | 7. maj    | Neisha         | - Vrhovi - Tiste lepe dni - Without You (Mariah Carey) - Le kaj se skriva - Drive My Car (Beatles) - Light My Fire (The Doors)                                                  |
| 5.  | 14. maj   | Čuki           | - Krokodilčki - Mi gremo pa na morje - Ena po domače - Ruzak - Zanzibar - Ferrari polka - Kavbojci in indijanci + YMCA (Village People) - Bandiera Rossa - Daj mi poljub        |
| 6.  | 21. maj   | Alya           | - Moja pesem - Srce za srce - Fluid - A veš - Diamonds (Rihanna) - I Love It (Icona Pop feat. Charli XCX)                                                                       |
| 7.  | 28. maj   | Oto Pestner    | - Reci - Blue Suede Shoes (Elvis Presley) - Kranjsko dekle (Alpski kvintet) - Zemlja pleše (Nino Robić) - Trideset let - Mati, bodiva prijatelja - Vrača se pomlad              |
| 8.  | 4. junij  | Pero Lovšin    | - Lublana je bulana (Pankrti) - Totalna revolucija (Pankrti) - Get Up, Stand Up (Bob Marley) - Moja mama je strela (Sokoli) - Sam en majhen poljub - Ti lahko (Lovšin & BFM)    |
| 9.  | 11. junij | Omar Naber     | - On My Way - Krasen dan - Vse, kar si želiš - Fly Me to the Moon (Frank Sinatra) - Waterloo (ABBA) + Diva (Dana International) + Rise Like a Phoenix (Conchita Wurst) - Parfum |
| 10. | 18. junij | Helena Blagne  | - Moj mornarček - Macho - Smoke on the Water (Deep Purple) - Napitnica (La Traviata) - Hotline Bling (Drake) - Prijatelja za vedno                                              |

### II. sezona
2. sezona je bila na sporedu ob sobotah po oddaji Dan najlepših sanj.
| #  | Datum         | Gost                                                    | Pesmi |
| -- | ------------- | ------------------------------------------------------- | --- |
| 1. | 30. september | Andrej Šifrer                                           | - Vse manj je dobrih gostiln - Šum na srcu - Shape of You (Ed Sheeran) - Martinov lulček - Lepa dekleta ljubijo barabe - Za prijatelje - San Francisco (Scott McKenzie)                                  |
| 2. | 7. oktober    | Zoran Predin (gosti: Šukar)                             | - Sonček je... (Skuštrana) - Čakaj me (Lačni Franz) - Dance Me to the End of Love (Leonard Cohen) - Praslovan (Lačni Franz) - Zarjavele trobente (Kongres) - Mentol bonbon (s Šukar)                     |
| 3. | 14. oktober   | Tilen Artač                                             | - Opus dei (Life Is Life) (Laibach) - Naj bogovi slišijo (Vili Resnik) - Mačje oči (Svetlana Makarovič) - 'O sole mio (Luciano Pavarotti) - Ti si moj sonček (Agropop) - One (Always Hardcore) (Scooter) |
| 4. | 21. oktober   | Nina Pušlar                                             | - Svet je tvoj - Wannabe (Spice Girls) - Tebe imam - Dež - To mi je všeč - Ljubim |
| 5. | 28. oktober   | Vid in Domen Valič (gosti: Iztok Valič, New Game Over)  | - Unchain My Heart (Joe Cocker) - Marjo Špinel (Iztok Mlakar) - Everybody Needs Somebody to Love (The Blues Brothers) - Ubila si del mene (Game Over)                                                    |
| 6. | 4. november   | Rok'n'Band                                              | - Suspicious Minds (Elvis Presley) - Dej ruk'n me - Jagode in čokolada - Can't Help Falling in Love (Elvis Presley) - Rad jo imam - Mala Maja - Nika                                                     |
| 7. | 11. november  | Alenka Godec, Damjana Golavšek, Simona Vodopivec Franko | - En šuštar me je vprašal (ljudska) - Fernando (ABBA) + Alejandro (Lady Gaga) - Mamma Mia – slov. (ABBA) - Moški čaj (Ultimat) - Tvoja (Café) - Girls Just Want to Have Fun (Cyndi Lauper)               |
| 8. | 18. november  | 6pack Čukur (gost: Alfi Nipič)                          | - Keramičarski bluz - Šluk šluk - Ice Ice Baby (Vanilla Ice) - No. 1 žena - Instabejb - Dve plati (z Alfijem Nipičem) - Slovenija, od kod lepote tvoje (Ans. bratov Avsenik)                             |
| 9. | 25. november  | Modrijani                                               | - Kiss me - Ti moja rožica - Ena ptička priletela (ljudska) - Rock me - Moja - Final Countdown (Europe)                                                                                                  |